# Skytte vid olympiska sommarspelen 1992
De olympiska tävlingarna i skytte 1992 avgjordes mellan den 26 juli och den 2 augusti på Camp de Tir Olímpic de Mollet norr om Barcelona. Totalt deltog 407 tävlande, 290 män och 117 kvinnor, från 83 länder i tävlingarna. 50 meter rörligt mål byttes mot 10 meter rörligt mål i övrigt var programmet detsamma som vid 1988 års spel.

## Medaljtabell
| Pl.   | Nation                        | Guld | Silver | Brons | Totalt |
| ----- | ----------------------------- | ---- | ------ | ----- | ------ |
| 1     | OSS                           | 5    | 2      | 1     | 8      |
| 2     | Kina                          | 2    | 2      | 0     | 4      |
| 3     | Tyskland                      | 2    | 0      | 1     | 3      |
| 4     | Sydkorea                      | 2    | 0      | 0     | 2      |
| 5     | USA                           | 1    | 1      | 0     | 2      |
| 6     | Tjeckoslovakien               | 1    | 0      | 1     | 2      |
| 7     | Bulgarien                     | 0    | 2      | 1     | 3      |
| 8     | Oberoende olympiska deltagare | 0    | 1      | 2     | 3      |
| 9     | Japan                         | 0    | 1      | 1     | 2      |
| 10    | Frankrike                     | 0    | 1      | 0     | 1      |
| 10    | Lettland                      | 0    | 1      | 0     | 1      |
| 10    | Norge                         | 0    | 1      | 0     | 1      |
| 10    | Peru                          | 0    | 1      | 0     | 1      |
| 14    | Italien                       | 0    | 0      | 2     | 2      |
| 15    | Mongoliet                     | 0    | 0      | 1     | 1      |
| 15    | Polen                         | 0    | 0      | 1     | 1      |
| 15    | Rumänien                      | 0    | 0      | 1     | 1      |
| 15    | Sverige                       | 0    | 0      | 1     | 1      |
| Total | Total                         | 13   | 13     | 13    | 39     |

## Medaljfördelning

### Damer
| Spel                                  | Guld                  | Silver                                      | Brons                                       |
| 50 m gevär tre positioner Detaljer... | Launi Meili USA       | Nonka Matova Bulgarien                      | Małgorzata Książkiewicz Polen               |
| 10 m luftgevär Detaljer...            | Yeo Kab-soon Sydkorea | Vesela Letjeva Bulgarien                    | Aranka Binder Oberoende olympiska deltagare |
| 25 m pistol Detaljer...               | Marina Logvinenko OSS | Li Duihong Kina                             | Dorjsürengiin Mönkhbayar Mongoliet          |
| 10 m luftpistol Detaljer...           | Marina Logvinenko OSS | Jasna Šekarić Oberoende olympiska deltagare | Mariya Grozdeva Bulgarien                   |

### Herrar
| Spel                                  | Guld                      | Silver                     | Brons                                           |
| 50 m gevär tre positioner Detaljer... | Gratsja Petikjan OSS      | Robert Foth USA            | Ryohei Koba Japan                               |
| 50 m gevär liggande Detaljer...       | Lee Eun-chul Sydkorea     | Harald Stenvaag Norge      | Stevan Pletikosić Oberoende olympiska deltagare |
| 10 m luftgevär Detaljer...            | Jurij Fedkin OSS          | Franck Badiou Frankrike    | Johann Riederer Tyskland                        |
| 50 m pistol Detaljer...               | Kanstantsin Lukasjyk OSS  | Wang Yifu Kina             | Ragnar Skanåker Sverige                         |
| 25 m snabbpistol Detaljer...          | Ralf Schumann Tyskland    | Afanasijs Kuzmins Lettland | Vladimir Vokhmyanin OSS                         |
| 10 m luftpistol Detaljer...           | Wang Yifu Kina            | Sergei Pyzjanov OSS        | Sorin Babii Rumänien                            |
| 10 m rörligt mål Detaljer...          | Michael Jakosits Tyskland | Anatoli Asrabajev OSS      | Luboš Račanský Tjeckoslovakien                  |

### Mixade
| Spel              | Guld                          | Silver                | Brons                   |
| Trap Detaljer...  | Petr Hrdlička Tjeckoslovakien | Kazumi Watanabe Japan | Marco Venturini Italien |
| Skeet Detaljer... | Zhang Shan Kina               | Juan Giha Peru        | Bruno Rossetti Italien  |